# Konstantin Kozejev
Konstantin Mirovič Kozejev (rusky Константин Мирович Козеев, * 1. prosince 1967 v Kaliningradu (nyní Koroljov), Moskevská oblast, RSFSR, SSSR) byl původně inženýr společnosti RKK Eněrgija, od dubna 1996 byl kosmonautem, členem oddílu kosmonautů RKK Eněrgija. Roku 2001 na svém jediném kosmickém letu navštívil Mezinárodní vesmírnou stanici (ISS), ve vesmíru strávil 9 dní a 20 hodin. Roku 2008 odešel z oddílu kosmonautů, nadále pracuje ve společnosti RKK Eněrgija.

## Život

### Mládí
Konstantin Kozejev pochází z Kaliningradu u Moskvy (roku 1996 přejmenovaném na Koroljov), je ruské národnosti. Po střední škole byl roku 1983 přijat ke studiu na Kalinigradské strojírenské odborné škole (Калининградский машиностроительный техникум), který absolvoval v roce 1987. Následující dva roky zabrala základní vojenská služba. Potom v letech 1989–1992 studoval ještě na Moskevském letecko-technologickém institutu (Московский авиационно-технологический институт). Už od března 1991 pracoval ve společnosti RKK Eněrgija, zprvu jako technik, později, po absolvování institutu, jako inženýr-technolog. Věnoval se zpracování technické dokumentace pro výcvik kosmonautů ve stavu beztíže při parabolických letech a při práci v bazénu. Účastnil se přípravy výstupů do otevřeného vesmíru.

### Kosmonaut
Přihlásil se do oddílu kosmonautů, prošel všemi koly výběru a 2. dubna 1996 byl zařazen do oddílu kosmonautů RKK Eněrgija. Absolvoval dvouletou všeobecnou kosmickou přípravu a 17. listopadu 1998 získal kvalifikaci zkušební kosmonaut.
Byl zařazen mezi kosmonauty připravující se na lety na Mezinárodní vesmírnou stanici (ISS). V srpnu 2000 zaměnil Sergeje Revina v záložní posádce 1. návštěvní expedice na ISS (letěla v dubnu 2001). Současně se dvojice Viktor Afanasjev, Konstantin Kozejev ještě s francouzskou kosmonautkou Claudie André-Deshaysovou připravovala na let v následující, druhé, návštěvní expedici na ISS.

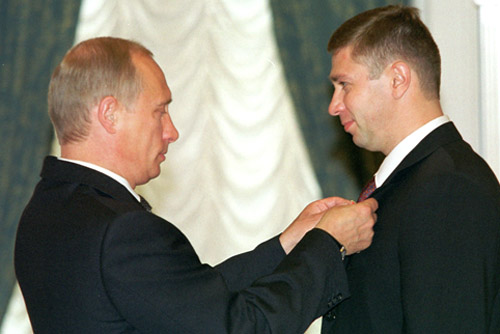
Kozejev dostává od prezidenta Putina Zlatou hvězdu Hrdiny Ruské federace, Moskva, Kreml, 22. května 2002

Trojice Afanasjev, Kozejev, André-Deshaysová odstartovala do vesmíru 21. října 2001 z kosmodromu Bajkonur v lodi Sojuz TM-33. O dva dny později se spojili se stanicí, během týdne splnili vědecký program, vesměs experimenty francouzsko–ruského programu Andromede a 31. října se v Sojuzu TM-32 vrátili domů na Zem. Mise trvala 9 dní a 20 hodin.
V roce 2005 se připravoval v záloze Expedice 12, ale na žádost NASA byl z posádky vyřazen. Přibral totiž v pase a nemohl proto pracovat v americkém skafandru.
V březnu 2007 lékaři navrhli jeho odchod z oddílu kosmonautů, oficiálně status kosmonauta ztratil 22. listopadu 2008. Zůstal zaměstnancem RKK Eněrgija.